# Lipecká oblast
Lipecká oblast (rusky Ли́пецкая о́бласть) je jednou z oblastí v Rusku. Nachází se v jižní části evropské části země, asi 230 km jihovýchodně od Moskvy.

## Historie
Lipecká oblast byla vytvořena 6. ledna 1954, sloučením rajónů čtyř oblastí: Kurské, Orelské, Rjazaňské a Voroněžské.

## Oblastní symboly

### Vlajka
Vlajka Lipecké oblasti je tvořena červeným listem o poměru stran 2:3 s uprostřed umístěnou žlutou lípou, stojící na jednom z pěti zelených kopců (3+2). Lípa zabírá 2/3 šířky a vršky 1/3 šířky listu. Půda dosahuje k dolnímu rohu a cípu.

## Geografie
Oblast hraničí s Rjazaňskou oblastí na severovýchodě, s Tambovskou na východě, s Voroněžskou oblastí na jihu, s Kurskou oblastí na severozápadě, s Orelskou oblastí na západě a s Tulskou oblastí na severozápadě. Její území je mírně pahorkaté, ve východní části ale již nížinnějšího charakteru a intenzívně zemědělsky využívané. Kromě hlavního města Lipeck se tu nachází ještě další velké město, Jelec. Na rozdíl od centra celé oblasti leží na hlavních tazích do hlavního města země, do Moskvy.
Sídla s počtem obyvatel nad pět tisíc (k roku 2020):
| Sídlo   | Poč. obyv. | Sídlo       | Poč. obyv. | Sídlo        | Poč. obyv. |
| ------- | ---------- | ----------- | ---------- | ------------ | ---------- |
| Lipeck  | 490 428    | Čaplygin    | 11 579     | Chlebnoje    | 6 012      |
| Jelec   | 99 875     | Zadonsk     | 9 887      | Dobroje      | 6 482      |
| Grjazi  | 43 908     | Dobrinka    | 8 965      | Dolgorukovo  | 5 237      |
| Lebeďaň | 20 049     | Lev Tolstoj | 8 875      | Stanovoje    | 5 046      |
| Dankov  | 19 726     | Těrbuny     | 7 760      | Krivopoljaně | 5 220      |
| Usmaň   | 19 662     | Borinskoje  | 7 220      |              |            |